# Shekhupura
Shekhupura fou un estat tributari protegit del tipus jagir amb territoris als districtes de Gujranwala, Sialkot, Lahore, i Amritsar, al Panjab, format per 180 pobles tinguts en jagir pel seu sobirà que tenia 36 km² de terres en propietat amb uns ingressos de 120.000 rupies. Fou fundada per un braman de Meerut que va aportar diversos oficials a la cort de l'estat sikh de Lahore, incloent Raja Teja Singh, governador de Peshawar i comandant en cap de l'exèrcit sikh el 1845. Raja Kiri Singh, net de Teja Singh, va morir sobtadament el 1906 i l'estat estava tan endeutat que va passar sota administració de la cort de Wards. La capital era Shekhupura (ciutat).